# 日本DNA数据库
日本DNA数据库（日语：日本DNAデータバンク，缩写：DDBJ）是日本国立遗传学研究所（静冈县三岛市）建造的DNA核酸序列的序列数据库。它也是国际核苷酸序列数据库协作（INSDC）的成员。 它每天与欧洲生物信息研究所（EMBL-EBI）的欧洲分子生物学实验室，和美国国家生物技术信息中心（NCBI）的GenBank交换数据。因此，这三大国际数据库在任何给定时间包含相同的数据。
DDBJ于1986年在国立遗传学研究所开始了数据库的运作，并且仍然是亚洲唯一的核苷酸序列数据库。尽管DDBJ主要是从日本研究者那里收到数据，但它可以接受来自任何其他国家的贡献者的数据。DDBJ主要是由日本文部科學省（MEXT）资助。DDBJ有一个国际咨询委员会，由9名成员组成，其中来自欧洲，美国和日本每个成员国家各自有3个成员。该委员会每年一次向DDBJ提供有关其维护，管理和未来计划的建议。除此之外，DDBJ还有一个国际合作委员会，就与国际合作相关的各种技术问题提供咨询，并由工作层面参与者所组成。

## 参阅
- 美国国家生物技术信息中心（NCBI）
- 欧洲生物信息研究所（EMBL-EBI）
- 中國國家基因庫（CNGB）